# Ieng Sary

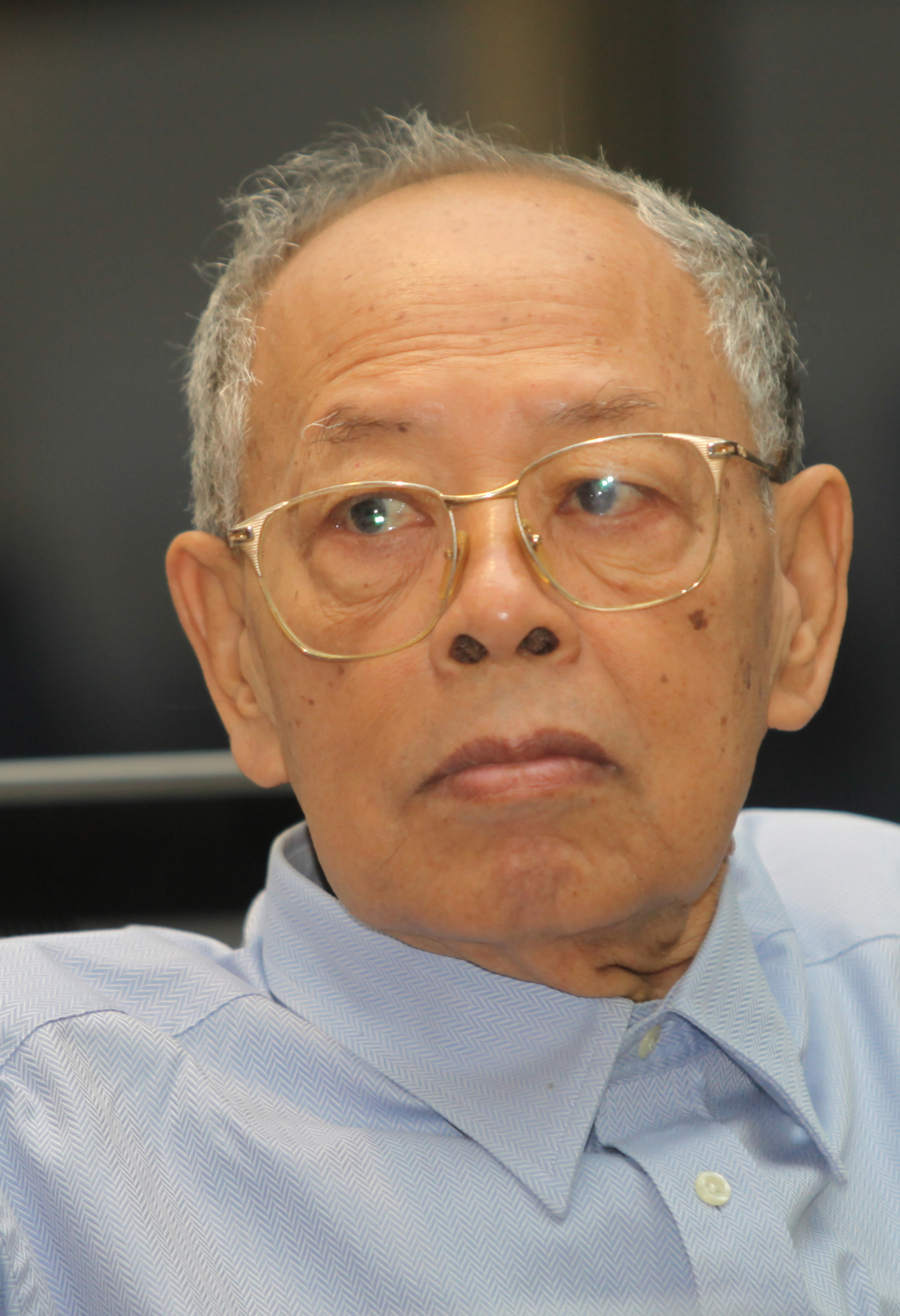
Ieng Sary

Ieng Sary (Khmer Iĕng Sari អៀង សារី [iːəŋ saːɽiː]; * 24. Oktober 1925 im Mekong-Delta/Süd-Vietnam; † 14. März 2013 in Phnom Penh) war ein führender Funktionär der Roten Khmer in Kambodscha. Seine Bezeichnung innerhalb der Hierarchie der Roten Khmer lautete Bruder Nr. 3.

## Leben

### In der Zeit der Roten Khmer
Er war von 1975 bis 1979 Außenminister des Demokratischen Kampuchea. Ieng war der Schwager von Pol Pot, verheiratet mit Ieng Thirith, der Schwester von Pol Pots erster Ehefrau Khieu Ponnary.
Er wuchs als Angehöriger der Khmer-Krom-Bevölkerungsgruppe in Südvietnam auf. Mit Pol Pot freundete er sich schon in seiner Schulzeit in Phnom Penh an. Er studierte gemeinsam mit Pol Pot in Paris in den 1950er Jahren. Von 1971 bis 1975 hielt er sich in der Volksrepublik China auf. In der Zeit von 1975 bis 1979 war er Außenminister der Roten Khmer und stellvertretender Ministerpräsident. 1975 forderte Ieng Sary alle Khmer-Diplomaten und Studenten aus dem Ausland zur Rückkehr nach Kambodscha auf, um beim kommunistischen Aufbau des Landes zu helfen. Seinem Ruf sollen rund 1000 Kambodschaner gefolgt sein, doch überlebten nur 200 von ihnen den Genozid in Kambodscha.

### Nach dem Sturz der Roten Khmer
Nach der Besetzung Kambodschas durch vietnamesische Truppen wurde Ieng Sary auf einem Volkstribunal in Phnom Penh im August 1979 (gemeinsam mit Pol Pot) in Abwesenheit zum Tode verurteilt.
1996 wurde Ieng Sary auf Drängen des Ministerpräsidenten Hun Sen von König Norodom Sihanouk in Phnom Penh amnestiert, damit drohte ihm zunächst keine Anklage wegen Völkermordes vor dem geplanten Internationalen Rote-Khmer-Tribunal. Er lebte in Pailin im Nordwesten Kambodschas. Am 12. November 2007 wurde er zusammen mit seiner Frau festgenommen und dem Rote-Khmer-Tribunal vorgeführt. Am 16. Dezember 2009 wurde Ieng Sary offiziell wegen Völkermord durch das Rote-Khmer-Tribunal angeklagt.

### Tod
Ieng Sary starb am 14. März 2013 infolge eines Herzleidens in einem Krankenhaus in Phnom Penh, noch bevor es zu einer Verurteilung durch das Rote-Khmer-Tribunal kommen konnte.